# Rubén Galindo Aguilar
Rubén Galindo Aguilar (Cidade do México, 14 de agosto de 1938) é um diretor, escritor e produtor do Cinema mexicano. Atualmente é diretor de programas e televisão da Televisa

## Biografia
Rubén foi e ainda é muito famoso no México por ser diretor de grandes filmes do Cinema Mexicano, a maioria deles foram gravados na época de ouro do cine mexicano, entre esses filmes estão grande sucessos do cinema como La Niña de la mochila azul,La Niña de la mochila azul 2, La Niña de los Hoyitos, La Mugrosita e Cuentos Colorados. Rubén Galindo é também muito famoso na televisão por escrever a novela mexicana infantil da Amy, a menina da mochila azul que foi exibida na Televisa em 2004, que é baseada no filme La Niña de la mochila azul que também foi escrito por Rubén Galindo em 1979. Rubén Galindo é filho do também diretor de cinema "Pedro Galindo Galarza", mais conhecido como "Pedro Galindo" que também foi um dos diretores mais famosos do cinema mexicano na Década de 60 e na Década de 50.
Rubén Galindo começou sua carreira de compositor em 1952, mais foi lá pelo anos de 1963 e 1964 que se lançou como diretor de cinema. Rubén Galindo tem um filho Rubén Galindo Jr. no qual também e produtor e diretor de cinema, que faz parceiria com seu primo - irmão Santiago Galindo.

## Diretor
- 2004: Amy, la niña de la mochila azul (TV) (Novela)
- 2001: El Recuento de los Daños
- 2001: No te Equivoques
- 1998: Embrujo de rock
- 1997: Modern Rhapsody
- 1995: Fuera ropa
- 1993: Colmillos, el homble lobo
- 1993: Un hombre salvaje
- 1993: Zapatos Viejos
- 1992: Gata por Liebre
- 1992: El Psicopata Asesino
- 1992: Mutantes del año 2000
- 1991: Operativo de alto riesgo
- 1991: El Muerto
- 1991: Pelo Suelto
- 1991: Dos locos en Aprietos
- 1991: La pistola del pájaro
- 1990: Trampa Infernal
- 1990: La ley de la mafia
- 1990: Ladrones de Tumbas
- 1990: Vocaciones de Terror 2
- 1990: Rescate Mortal
- 1989: El pájaro con suelas
- 1989: Vocaciones del Terror
- 1989: Panico en la Montaña
- 1989: El rey de la selva
- 1988: Águila de verano
- 1988: Don't Panic
- 1988: Não entre em Panico
- 1986: El cachas de oro
- 1986: Yako, cazador de malditos
- 1985: Cemiterio del Terror
- 1985: Enemigos a Muerte
- 1985: Narco terror
- 1984: La Muerte del Chacal
- 1984: Gatilleros, del Rio Bravo
- 1984: El Regreso del Carro Rojo
- 1984: Hombres de acción
- 1984: La niña de los hoyitos
- 1983: Los dos Carnales
- 1983: La esperanza de los pobres
- 1983: Lobo salvaje
- 1982: La Muerte del Palomo
- 1982: La mugrosita
- 1982: La golfa del barrio
- 1981: La niña de la mochila azul 2
- 1980: Los dos amigos
- 1980: Sangre de Campéon
- 1980: El Potrillo Colorado
- 1980: El oreja rajada
- 1980: La noche del Ku-Klux-Klan
- 1980: Cuentos colorados
- 1980: El ladrón fenomeno
- 1979: El hijo del palenque
- 1979: La niña de la mochila azul
- 1979: 357 magnum
- 1979: El fin del tahur
- 1978: La muerte del soplon
- 1978: El llanto de los pobres
- 1978: La banda del carro rojo
- 1976: Los desarraigados
- 1976: Yo y mi mariachi
- 1976: Santo vs. las lobas
- 1975: El agente viajero
- 1975: El hijo de los pobres
- 1974: Pistolero del diablo
- 1974: La carrera del millón
- 1974: El Extraño Caso Morgan
- 1974: Traiganlos vivos o muertos
- 1974: Debieron ahorcarlos antes
- 1974: Pistoleros bajo el sol
- 1974: La amargura de mi raza
- 1973: Lágrimas de mi barrio
- 1973: Pilotos de combate
- 1973: Santo contra los asesinos de otros mundos
- 1972: Cuna de Valiente
- 1972: Un sueño de amor
- 1972: Buscando una sonrisa
- 1971: Todo el horizonte para morir
- 1971: Los desalmados
- 1971: Seis Disparos de Pistola
- 1971: Nido de fieras
- 1971: Aguilas de acero
- 1970: Un amante anda suelto
- 1965: Mi ley es un revólver
- 1964: El halcón solitario
- 1963: Barridos y regados
- 1963: El rey del tomate

## Produtor
- 2012: América Celebra a Chespirito (TV) (Homenaje a Chespirito)
- 2012: ¡Hazme reír! (TV) (Reality Show)
- 2012: Parodiando (TV) (Reality Show)
- 2011: Lo que mas quieres? (TV) (Reality Show)
- 2011: Te Hares Milionario (TV) (Reality Show)
- 2010: Iniciativa México (TV) (Reality Show)
- 2009: Me quiero enamorar
- 2008: Pamela por amor
- 2008: El show de los sueños: sangre de mi sangre (TV) (Reality Show)
- 2007: Buscando a Timbiriche, la nueva banda (TV) (Reality Show)
- 2007: Los 5 magníficos (TV) (Reality Show)
- 2007: Pequenos Gigantes (TV) (Reality Show)
- 2006: Reyes de la canción (TV) (Reality Show)
- 2006: Los Reyes de la Pista (TV) (Reality Show)
- 2006: Bailando por la boda de tus sueños (TV) (Reality Show)
- 2006: Cantando por un sueño (TV) (Reality Show)
- 2005: Bailando por un sueño (TV) (Reality Show)
- 2004: Amy, la niña de la mochila azul (TV) (Novela)
- 2004: Gloria, sin censura
- 2004: Dias de Pega
- 2004: Desnudos
- 2001: No te equivoques
- 1997: Al norte del corazón (TV) (Novela)
- 1997: Modern Rhapsody
- 1993: Un Homble Selvaje
- 1991: La pistola del pájaro
- 1990: La ley de la mafia
- 1990: Rescate Mortal
- 1990: El estrangulador de la rosa
- 1985: Cemiterio del Terror
- 1984: Nosotros los pelados
- 1982: La golfa del barrio
- 1981: La Niña de la mochila azul 2
- 1979: La Niña de la mochila azul
- 1968: Los amores de Juan Charrasqueado
- 1966: Los tres salvajes
- 1965: Mi ley es un revólver
- 1964: El halcón solitario
- 1963: Barridos y regados
- 1963: El rey del tomate

## Criador
- 2004: Amy, la niña de la mochila azul (TV) (Novela) (criador da historia)
- 1995: Fuera Ropa
- 1993: Colmillos, el homble lobo
- 1989: El Pajaro Con Suelas
- 1982: La Mugrosita
- 1982: La Niña de los Hoyitos
- 1980: Los dos Amigos
- 1980: La Oreja Rajada
- 1980: El Ladron Fenomeno
- 1980: Cuentos Colorados
- 1981: La Niña de la mochila azul 2
- 1979: La Niña de la mochila azul
- 1979: El Hijo del Palenque
- 1978: La Muerte de Soplon
- 1978: El Llanto de los Pobres
- 1978: La Banda del Carro Rojo
- 1975: El Agente Viajero
- 1975: El Hijo de los Pobres
- 1974: Traiganlos Vivos o Muertos
- 1973: Pilotos de Combate
- 1972: Un Sueño de Amor
- 1971: Aguilas de Acero
- 1968: Los Amores de Juan Charrasqueado
- 1966: Los Trez Selvajes
- 1964: El Halcón Solirtario

## Escritor
- 2004: Amy, la niña de la mochila azul (TV) (Novela) (autor principal)
- 1995: Fuera Ropa
- 1982: La Mugrosita
- 1982: La Niña de los Hoyitos
- 1980: Los dos Amigos
- 1980: El Ladron Fenomeno
- 1980: Cuentos Colorados
- 1981: La Niña de la mochila azul 2
- 1979: La Niña de la mochila azul
- 1979: 357 Magnum
- 1978: La Banda del carro Rojo
- 1975: El Hijo de los Pobres
- 1974: Traiganlos Vivos o Muertos
- 1966: Los Trez Selvajes
- 1964: El Halcón Solitario

## Compositor
- 1966: Los Gavilanes Negros
- 1964: Un Gallo Con Esponeles
- 1964: Agarrando Parejo

## Departamento Musical
- 1965: Mi Ley es un Revolver

## Relacionados
- Bulmaro Bermúdez
- Rubén Galindo Jr.